# Gwendolyn Göbel
Gwendolyn Göbel (rođena oko 2006 godine u Berlinu), njemačka je dječja i filmska glumica

## Filmografija
- 2010: Goethe!
- 2014: Besplatno
- 2014: S izgaranjem kroz šumu
- 2014: meni ili tebi?
- 2015: Winnetouov sin
- 2015: Snažan tim (TV serija)
- 2015: U ime mog sina
- 2015: SOKO Wismar (TV serija)
- 2016: Tschick
- 2017: Großstadtrevier (TV serija)
- 2017: Specijalisti - u ime žrtava (TV serija)
- 2017: šećerni pijesak
- 2017–2020: Tamno (TV serija, 4 epizode)
- 2019: Cleo
- 2019: Rat i ja
- 2020: Lucie - trči

## Vanjske poveznice
- https://www.imdb.com/name/nm3728207/